# Kõrkküla (Aseri)
 Kõrkküla est un village de 40 habitants de la Commune d'Aseri du Comté de Viru-Est en Estonie.